# Teldenia
Teldenia és un gènere de papallones nocturnes de la subfamília Drepaninae.

## Taxonomia
- grup d'espècies niveata:
  - Teldenia alba Moore, 1882
  - Teldenia niveata Pagenstecher, 1896
  - Teldenia obsoleta Warren, 1896
  - Teldenia specca Wilkinson, 1967
  - Teldenia vestigiata Butler, 1880
- grup d'espècies nigrinotata:
  - Teldenia apata Wilkinson, 1967
  - Teldenia aurilinea Warren, 1922
  - Teldenia celidographia Wilkinson, 1967
  - Teldenia desma Wilkinson, 1967
  - Teldenia geminata Warren, 1922
  - Teldenia helena Wilkinson, 1967
  - Teldenia illunata Warren, 1907
  - Teldenia inanis Wilkinson, 1967
  - Teldenia latilinea Watson, 1961
  - Teldenia melanosticta Wilkinson, 1967
  - Teldenia moniliata Warren, 1902
  - Teldenia nigrinotata Warren, 1896
  - Teldenia psara Wilkinson, 1967
  - Teldenia sparsata Wilkinson, 1967
- grup d'espècies pura:
  - Teldenia argeta Wilkinson, 1967
  - Teldenia cathara Wilkinson, 1967
  - Teldenia nivea Butler, 1887
  - Teldenia pura Warren, 1899
  - Teldenia unistrigata Warren, 1896
- grup d'espècies strigosa:
  - Teldenia ruficosta Warren, 1922
  - Teldenia seriata Warren, 1922
  - Teldenia strigosa Warren, 1903
  - Teldenia subpura Rothschild, 1915

## Espècies antigues
- Teldenia fulvilunata Warren, 1897